# Anna Sznyrowska
Anna Sznyrowska (ur. 12 listopada 1986) – polska piłkarka.
Zawodniczka Zamłynia Radom, Cisy Nałęczów, następnie Unii Racibórz.
Reprezentantka Polski, rozegrała dla biało-czerwonych dwa niepełne spotkania. W debiucie 2 lipca 2005 strzeliła gola. W kadrze U-19 19 gier i 3 bramki.